# Rainy X'mas Day
「Rainy X'mas Day」（レイニー・クリスマス・デイ）は、2010年11月17日にリリースした田原俊彦の59作目のシングル。

## 背景
同年に発売されたベスト・アルバム『30th Anniversary BEST』からのシングルカット。

## 音楽性
カップリング曲の「ジュリエットへの手紙」は、1981年に発売されたアルバム『No.3 Shine Toshi』に収録されている楽曲のリメイク。

## リリース
2010年11月3日にデジタル・ダウンロードとして先行配信され、各1,000枚限定生産として2010年5月7日に、Formula Recordingsから『ロミオ盤』と『ジュリエット盤』の2形態で発売された。ジャケットデザインとジュエルケースの色が異なるが、収録内容は同じである。
2010年10月下旬に、大手通信販売サイトで「通常盤」が12月1日に発売されるとの情報が掲載され、規格品番まで設定されていたが、発売中止として数日で情報が削除された。

## 収録曲
| #         | タイトル                                    | 作詞                 | 作曲                            | 編曲      | リミックス | 時間  |
| --------- | ------------------------------------------- | -------------------- | ------------------------------- | --------- | ---------- | ----- |
| 1.        | 「Rainy X'mas Day」                         | Daisuke"DAIS"Miyachi | Daisuke"DAIS"Miyachi & 大野裕一 | 大野裕一  |            | 4:17  |
| 2.        | 「ジュリエットへの手紙」(ロミオ・ミックス)  | 宮下智               | 宮下智                          | NATABA    |            | 4:31  |
| 3.        | 「Rainy X'mas Day」(ジュリエット・ミックス) | Daisuke"DAIS"Miyachi | Daisuke"DAIS"Miyachi & 大野裕一 |           | NATABA     | 3:48  |
| 合計時間: | 合計時間:                                   | 合計時間:            | 合計時間:                       | 合計時間: | 合計時間:  | 12:36 |